# Jevstafij Jevstafjevič Štaden
Jevstafij Jevstafjevič Štaden (rusko Евстафий Евстафьевич Штаден), ruski general, * 1774, † 1845.
Bil je eden izmed pomembnejših generalov, ki so se borili med Napoleonovo invazijo na Rusijo; posledično je bil njegov portret dodan v Vojaško galerijo Zimskega dvorca.

## Življenje
25. maja 1784 je vstopil v Bombardirski polk. 19. decembra 1796 je bil povišan v poročnika. Med bitko narodov se je odlikoval v boju. 
3. junija 1811 je bil povišan v polkovnika in naslednje leto je postal poveljnik 14. artilerijski brigade. V bojih s Francozi se je ponovno odlikoval, tako da je bil 26. maja 1813 povišan v generalmajorja. 
Med 16. majem 1813 in februarjem 1815 je bil posebno zadolžitev na ozemlju Nemčije, da pregleda mobilna in lokalna oskrbovalna skladišča. Po vojni je bil poveljnik artilerije 1. korpusa. 6. aprila 1817 je bil imenovan za direktorja Tulške oborožitvene tovarne in 7. aprila 1824 je postal inšpektor vseh oborožitvenih tovarn. 
1. januarja 1826 je bil povišan v generalporočnika in 23. maja 1831 je postal vojaški guverner Tule. 14. februarja 1838 je podal odpoved z mesta inšpektorja.
16. aprila 1841 je bil povišan v generala artilerije.